# 사무라이 쇼다운: 워리어즈 레이지
《사무라이 쇼다운: 워리어즈 레이지》(Samurai Shodown: Warriors Rage)는 SNK가 제작한 대전 격투 게임이다. 《사무라이 쇼다운》 시리즈 최초로 가정용 콘솔 전용으로 개발된 작품으로, 일본서 1999년 12월 22일 플레이스테이션으로 출시됐다. 일본판 제목은 《사무라이 스피리츠 신장, 검객이문록: 소생하는 창홍의 칼날》(～サムライスピリッツ新章～剣客異聞録 甦りし蒼紅の刃)이다. 하이퍼 네오지오 64 기판으로 발매됐던 《사무라이 쇼다운 64: 워리어즈 레이지》와 영어 부제를 공유하나 서로 아무 상관없다.
이야기상 이전 작품들로부터 약 20년 후의 미래가 무대로, 주인공 하오마루를 제외하면 출연진 전원이 새로운 인물로 채워졌다. 각 인물마다 별개의 시나리오가 존재하는 스토리 모드가 중심으로, 플레이어 캐릭터들을 포함한 다양한 군상과 칼을 겨루며 진행하는 방식을 갖추고 있다. 3D 게임플레이를 접합한 방식을 선보였다.
발매 당시 게임언론으로부터 악평을 받았는데, 연도에 맞지 않는 저조한 그래픽과 부자연스러운 애니메이션, 딱딱하고 깊이없는 게임플레이가 그 원인으로 꼽혔다. 2007년 4월 25일, 플레이스테이션 네트워크로 디지털판이 출시됐다.

## 게임플레이
본편 시리즈와는 달리 《사무라이 쇼다운 64: 워리어즈 레이지》처럼 3D 게임플레이를 도입했으나 기본적으로 회피 동작을 제외한 Z축 방향 이동은 할 수 없다.

## 반응
《워리어즈 레이지》는 발매 당시 대부분 부정적인 평가를 받았다. IGN의 샘 비숍은 2D 그래픽에서 우수한 성적을 보였던 SNK가 3D에선 부진하다면서 전체적인 시각적 미감에 미지근한 반응을 보였다. 마지막에는 캡콤의 《스트리트 파이터 EX》와 남코의 《철권》에 견주면 볼품없는 격투 게임이라 하면서 10점 만점에 6점을 부여했다.